# Silviu Cărpinișianu
Silviu Cărpinișianu (n. 26 mai 1951) este un fost senator român în legislatura 1990-1992 ales în județul Alba pe listele partidului FSN. În cadrul activității sale parlamentare, Silviu Cărpinișianu a fost membru în grupurile parlamentare de prietenie cu Regatul Unit al Marii Britanii și Irlandei de Nord, Republica Italiană și Canada.   